# مطموط فيروزي الحواجب
مطموط فيروزي الحواجب (الاسم العلمي: Eumomota superciliosa) (بالإنجليزية: Turquoise-browed Motmot)‏ هو نوع من الطيور يتبع جنس المطموط الجميل من الفصيلة المطموطية.